# Ramón Jiménez Gaona
Ramón Jiménez Gaona Arellano (né le 10 septembre 1969) est un athlète paraguayen, spécialiste du lancer de disque, devenu ministre des Travaux publics du Paraguay, le 15 août 2013.
Il participe aux Jeux olympiques en 1988, 1992 et 1996, en étant, à chaque fois, porte-drapeau de la délégation paraguayenne lors de la cérémonie d'ouverture. 